# Bottenberg (Landschaftsschutzgebiet)
Der Bottenberg ist ein am 4. September 1953 vom Landratsamt Calw durch Verordnung ausgewiesenes Landschaftsschutzgebiet auf dem Gebiet der Stadt Bad Herrenalb im Landkreis Calw.

## Lage und Beschreibung
Das Schutzgebiet liegt im oberen Albtal östlich der Stadt Bad Herrenalb und umfasst den gleichnamigen Berg sowie einige Wiesen am Fuß des Rennbergs. Es gehört zum Naturraum Grindenschwarzwald und Enzhöhen.
Der Bottenberg selbst ist vollständig bewaldet. Der westliche Gebietsteil am Rennberg ist durch teils artenreiche Wiesen mit Übergängen zu Magerrasen geprägt.

## Flora und Fauna
Das Landschaftsschutzgebiet grenzt im Norden und Westen an das Landschaftsschutzgebiet Staatswald südlich Bernbach und ist damit Teil eines weitaus größeren Schutzgebietskomplexes. Die Wiesen im Westteil sind Teil des FFH-Gebiets Albtal mit Seitentälern. 